# Poker King
Pour plus de détails, voir Fiche technique et Distribution.
Poker King (撲克王, Pou hak wong) est une comédie hongkongaise écrite, produite et réalisée par Chan Hing-kai et Janet Chun et sortie en 2009 à Hong Kong.

## Synopsis
Bien que la famille de Jack (Louis Koo) soit composée de nombre de joueurs légendaires, il n'a pour sa part jamais été intéressé par les jeux de cartes jusqu'à ce qu'il joue à une partie de Texas hold'em sur internet. Uno (Lau Ching-wan), quant à lui, est le propriétaire du casino Randy de Macao. Ils vont devenir deux ennemis acharnés et s'affronter lors du Asian Poker King.

## Fiche technique
- Titre : Poker King
- Titre original : 撲克王
- Réalisation : Chan Hing-kai et Janet Chun
- Scénario : Chan Hing-kai et Janet Chun
- Photographie : Horace Wong
- Montage : Matthew Hui
- Production : Chan Hing-kai et Janet Chun
- Société de production : Icon Pictures et Sun City Group
- Société de distribution : Newport Entertainment
- Pays d'origine :  Hong Kong
- Langue originale : cantonais
- Format : couleur
- Genre : comédie
- Durée : 122 minutes
- Dates de sortie :
  - Hong Kong : 22 octobre 2009
  - Singapour et Malaisie : 29 octobre 2009
  - Taïwan : 4 décembre 2009

## Distribution
- Louis Koo : Jack Cheung
- Lau Ching-wan : Uno
- Josie Ho : Mme Fong
- Stephy Tang : Smiley
- Cherrie Ying : Season
- Kama Lo : Lucky
- Jo Kuk (en) : Joan
- Wong You-nam (en) : Ho
- Lam Suet : le joueur qui s'ennuie
- Jacky Heung (en) : David Lin
- Cheung Siu-fai : Fei
- Joe Cheung : Fernado

## Anecdote
- L'actrice Josie Ho est la véritable fille d'un magnat du jeu de Macao, Stanley Ho.